# La Caseta (Navars)
La Caseta és una masia de Navars (Bages) inclosa a l'Inventari del Patrimoni Arquitectònic de Catalunya.

## Descripció
Edifici civil. Masia orientada al sud-oest. L'edifici primitiu era del I Tipus de la classificació de J. Danés, però una ampliació que afectà a la façana li dona un caire atípic. Edifici simètric, de tres plantes amb dues grans obertures a la segona i tercera planta. Construcció de pedra i fang.

## Història
Segons escriptures primitives que es conserven a la mateixa casa, la construcció fou el 1640, encara que una pedra sobre un finestral ens senyala la data de 1682. L'ampliació que afectà a la façana data del 1872.